# Iwanowice Duże
Iwanowice Duże is een plaats in het Poolse district  Kłobucki, woiwodschap Silezië. De plaats maakt deel uit van de gemeente Opatów en telt 1200 inwoners.